# Saint-Samson-sur-Rance
Saint-Samson-sur-Rance é uma comuna francesa na região administrativa da Bretanha, no departamento Côtes-d'Armor. Estende-se por uma área de 6,28 km². Em 2010 a comuna tinha 1 640 habitantes (densidade: 261,1 hab./km²).